# (2506) Pirogov
(2506) Pirogov es un asteroide perteneciente al cinturón de asteroides, descubierto el 26 de agosto de 1976 por Nikolái Stepánovich Chernyj desde el Observatorio Astrofísico de Crimea (República de Crimea).

## Designación y nombre
Designado provisionalmente como 1976 QG1. Fue nombrado Pirogov en honor al científico y médico ruso Nikolái Pirogov.